# Радченко, Михаил Васильевич (Герой Советского Союза)
Михаи́л Васи́льевич Ра́дченко (27 сентября 1917 года — 5 февраля 2002 года) — подполковник Советской Армии, участник Великой Отечественной войны, Герой Советского Союза.

## Биография
Родился 27 сентября 1917 года в селе Адрианополь (Луганская область, Украина) в семье крестьянина. Окончил восемь классов средней школы, затем горнопромышленное училище. После окончания учёбы работал токарем на шахте.
В РККА с 1939 года. Участвовал в боях Великой Отечественной войны с июня 1941 года. В 1942 году окончил танковое училище, принимал участие в боях на Центральном фронте, был командиром танка в 195-м танковом батальоне 95-й танковой бригады.
20 октября 1943 года Радченко с экипажем одним из первых в части переправился через Днепр и занял важный плацдарм. Танк Радченко и другие боевые машины продвинулись на 20 километров во вражеский тыл и заняли оборонительный рубеж. В ходе боёв двум советским танкам удалось отразить 4 контратаки противника и уничтожить много живой силы и техники.
Указом Президиума Верховного Совета СССР «О присвоении звания Героя Советского Союза генералам, офицерскому, сержантскому и рядовому составу Красной Армии» от 15 января 1944 года за «образцовое выполнение боевых заданий командования на фронте борьбы с немецкими захватчиками и проявленными при этом отвагу и геройство» лейтенанту Радченко было присвоено звание Героя Советского Союза.
Член КПСС с 1945 года. После победы продолжил службу в ВС СССР. В 1955 году окончил Военно-юридическую академию.
В 1970 году Радченко ушёл в запас в звании подполковника. Жил в Киеве.
Умер 5 февраля 2002 года. Похоронен в Киеве на кладбище «Берковцы».

## Награды
- Медаль «Золотая Звезда» № 3259
- Орден Ленина
- Орден Отечественной войны I степени
- 2 Ордена Красной Звезды
- медали